# Monnina obovata
Monnina obovata là một loài thực vật thuộc họ Polygalaceae. Đây là loài đặc hữu của Ecuador.